# Понтеведра
Вижте пояснителната страница за други значения на Понтеведра.
Понтеведра (на испански: Pontevedra) е град в Северозападна Испания. Населението му е 82 671 жители (по данни към 1 януари 2017 г.), а площта 118,3 km². Намира се на 20 m н.в. в часова зона UTC+1. Пощенските му кодове са 36002 и 36003, а телефонния +34 986